# Blåningsmåla naturreservat
Blåningsmåla är ett naturreservat i Karlskrona kommun i Blekinge län.
Reservatet är skyddat sedan 2007 och omfattar 12 hektar. Det är beläget i norra delen av kommunen och består av ett blandskogsområde. I väster gränsar det till Mörkasjön.
Trädskiktet domineras av asp och med stort inslag av ek, bok och grov gran. I övrigt finns det rikligt med död ved i olika nedbrytningsstadier.